# Метак (албум)
Метак је седми албум Стоје. Издат је 2006. године. Издавачка кућа је Grand Production, а продуцент Горан Ратковић Рале.

## Песме
1. Не слушај вести
2. Нешто ми говори
3. Где год пођем [теби идем] (дует са Шаком Полументом)
4. Нећу проћи јефтино
5. Метак
6. Све сам живо покварила
7. Лети, лети
8. Ако смета твојој срећи